# Aliyah Abrams
Aliyah Abrams (ur. 3 kwietnia 1997 w Nowym Jorku) – amerykańsko-gujańska lekkoatletka, specjalizująca się w biegach sprinterskich. Reprezentantka Gujany na igrzyskach olimpijskich w Rio de Janeiro na dystansie 400 metrów. W swoim biegu eliminacyjnym zajęła 5. miejsce z czasem 52,79, odpadając z rywalizacji.
Córka Claudii Lloyd-Abrams i Denzela Abramsa, pochodzących z Gujany. Od 11. roku życia trenuje biegi. Studentka University of South Carolina.

## Rekordy życiowe
- bieg na 100 metrów – 11,45 (22 lipca 2023, Jacksonville)
- bieg na 200 metrów – 23,20 (23 kwietnia 2022, Columbia)
- bieg na 400 metrów (stadion) – 50,20 (13 maja 2023, Freeport)[7]
- bieg na 400 metrów (hala) – 51,57 (18 marca 2022, Belgrad) rekord Ameryki Południowej